# Светлаева, Елена Афанасьевна
Еле́на Афана́сьевна Светла́ева (в девичестве Булга́кова; 2 (15) июня 1902, Киев — 3 мая 1954, Москва) — советский филолог и преподаватель, сестра писателя Михаила Афанасьевича Булгакова, жена филолога Михаила Васильевича Светлаева.

## Биография
Родилась 2 (15) июня 1902 года в Киеве в семье богослова Афанасия Ивановича Булгакова и его жены Варвары Михайловны. Была шестым, самым младшим ребёнком в семье. После окончания гимназии поступила на учёбу в Киевский институт народного образования, который окончила в 1924 году, получив специальность «Преподавателя литературно-лингвистических дисциплин».

Её институтский преподаватель академик Андрей Митрофанович Лобода оставил такую характеристику Елены Афанасьевны: 
Е. А. Булгакова мне хорошо известна по занятиям у меня в семинаре по истории русской литературы при бывш. Киевском Археологическом Институте и Институте Народного Образования. Участие Булгаковой в этих семинарах было весьма успешно и обнаружило у неё наличность широкой научной подготовки и вполне сознательного уменья разбираться в сложных историко-литературных вопросах.А. М. Лобода
После окончания института переехала в Москву к своей сестре Надежде и устроилась в декабре 1924 года на работу библиотекарем в школу. В Булгакову был влюблён писатель Валентин Петрович Катаев, однако их свадьбе воспротивился брат Елены Михаил, заявивший, что для женитьбы необходимо иметь стабильное финансовое положение — в ответ Катаев написал злобный фельетон против Булгакова. Также закончился ничем роман Елены с врачом и товарищем Михаила по Киеву Николаем Леонидовичем Гладыревским. 4 февраля 1925 года вышла замуж за филолога Михаила Васильевича Светлаева, который в то время готовил учебные пособия по русскому языку с мужем Надежды — филологом Андреем Михайловичем Земским, а потому часто бывал в их квартире. Венчание состоялось в церкви Покрова на углу Малого и Большого Лёвшинских переулков. После свадьбы Елена переехала на квартиру своего мужа на Луковом переулке, дом 3. 28 марта 1929 года у пары родилась дочь, которую назвали Варварой в честь матери Елены — Варвары Михайловны Булгаковой. После рождения дочери пара переехала в большую комнату в коммунальной квартире по Малому Каретному переулку, дом 1.
Вплоть до 1935 года Елена Афанасьевна продолжала работать библиотекарем и одновременно помогала мужу в подготовке учебников и пособий по русскому языку. В 1935 году устроилась работать ассистентом кафедры языкознания в Московском городском педагогическом институте имени Потёмкина. Готовилась к защите диссертации — в 1936 году сдала экзамен по английскому языку в Центральном институте заочного обучения, в 1939 — экзамен по старославянскому языку. Однако, Елена так и не защитила диссертацию — в 1939—1940 годах она была вынуждена ухаживать за серьёзно заболевшим братом Михаилом, с которым оставалась очень близка, почти каждый день навещала его. После смерти Михаила 10 марта 1940 года его жена Елена Сергеевна передала Елене Афанасьевне посмертную маску брата, которую та много позднее передала в музей Московского Художественного театра.
После начала Великой Отечественной войны и до лета 1943 года Елена Афанасьевна с дочерью находились в эвакуации в Новосибирске. В эвакуации она преподавала старославянский язык и историю русского литературного языка в Новосибирском педагогическом институте, а также работала научным сотрудником Новосибирского областного института усовершенствования учителей. Летом 1943 года вернулась в Москву. Тогда же у неё обнаружилась устойчивая гипертония. Клиническое лечение в 1945 году результатов не принесло. Елена Афанасьевна Светлаева скончалась третьего мая 1954 года в Москве от кровоизлияния в мозг и была похоронена на Ваганьковском кладбище.